# Fernande Olivier
Pour les articles homonymes, voir Olivier (homonymie).
Fernande Olivier, de son vrai nom Amélie Lang, née le 6 juin 1881 dans le 6e arrondissement de Paris, et morte le 29 janvier 1966 à Neuilly-sur-Seine, est une artiste peintre, surtout active dans les années 1930. Elle est, entre autres, la compagne et le modèle de Pablo Picasso entre 1904 et 1909.

## Biographie
Confiée très jeune à son oncle et à sa tante qui la terrifient, elle est une bonne élève, intelligente qui aime beaucoup apprendre, écrire et lire. Le 11 mars 1899, Amélie Lang donne naissance à un garçon, André Robert Percheron, fils de Paul Percheron âgé de 26 ans, employé de commerce, qui le reconnaît. Cinq mois plus tard, le 8 août 1899, Paul et Amélie se marient, ce qui permet de légitimer l’enfant. Clara Lang, la maman d’Amélie, est présente pour donner son accord au mariage de sa fille mineure. Le mari est brutal et très rapidement Amélie Lang s’enfuit du domicile conjugal. Dans ses deux livres de souvenirs, et les interviews qu’elle fera vers la fin de sa vie, elle ne parlera jamais de ce fils. Elle dit avoir fait une fausse couche en tombant dans un escalier, ce qui la rend stérile. Pourtant, comme indiqué dans la marge de son acte de naissance, André vécut jusqu'à l'âge de 65 ans. Après avoir été marié deux fois, il meurt à Lyon (8e arrondissement) le 24 mars 1964, deux ans avant sa mère. On ne sait pas s’il eut des enfants, qui seraient alors les petits enfants de Fernande Olivier.
Paul Percheron, enfermé à l’asile pour aliénés difficiles de Villejuif, y meurt le 4 décembre 1904. Visiblement Fernande Olivier ne fut informée de ce décès que beaucoup plus tard car, quand elle partagea sa vie avec Picasso, elle n’osait pas parler avec lui de mariage, croyant qu’elle était toujours mariée.
Elle se lie à un jeune sculpteur, Laurent Debienne, qui l'héberge au Bateau-lavoir. Elle pose pour lui et d'autres artistes, comme Jean-Jacques Henner, Ricard Canals, Carolus-Duran, Boldini ou encore Othon Friesz.

### Fernande Olivier et Picasso
En 1904, Picasso, vient de s'installer au Bateau-Lavoir. Il est dépressif, il a perdu son ami Carles Casagemas, à la suite d'un chagrin d'amour avec la danseuse de Montmartre Germaine Pichot. Fernande Olivier est modèle professionnelle au Bateau-Lavoir et y fréquente les artistes de la butte Montmartre dont Picasso. Elle cède finalement, vient habiter chez lui et lui redonne le goût de vivre. Picasso et Fernande entament alors un voyage initiatique dans la ville de Gósol et de ses environs, en Catalogne. Commence alors la période rose de Picasso, Fernande Olivier lui inspire de nombreuses œuvres jusqu'à sa période cubiste. Les œuvres les plus remarquables représentant Fernande Olivier sont les sculptures cubistes de Picasso de bustes féminins, réalisées entre 1907 et 1909. Il est admis qu'elle a posé pour l'une des Demoiselles d'Avignon. Début 1907, le maître réalisera la tête « primitivisée » de Fernande Olivier avec le fameux masque fang, faisant ainsi d'elle une véritable icône du « primitivisme » du XXe siècle. Picasso est jaloux, l'enferme dans l'atelier lorsqu'il sort et lui interdit de poser pour d'autres artistes. En 1909, la meilleure situation financière de Picasso lui permet de louer un grand appartement et un atelier au 11 du boulevard de Clichy. Mais leurs relations finissent par se tendre, Picasso a une liaison avec Eva Gouel et Fernande Olivier le quitte en 1912.

### Ecritures et petits métiers
Les années qui suivent sa séparation avec Picasso sont difficiles. Elle multiplie les petits emplois, garde le fils de Pierre Hodé lorsque celui-ci est mobilisé en 1917-1918, travaille pour Paul Poiret, récite des vers au Lapin agile, est employée par un antiquaire, puis par un galeriste, etc.. À partir de l'été 1919, elle entame une relation sérieuse avec le poète Jean Pellerin. Il fut même question de mariage quand survint la mort du poète en 1921. Elle écrit et publie ses souvenirs à partir de 1930 dans le quotidien Le Soir, et rassemble ensuite ses écrits dans des ouvrages dont l'ouvrage réputé : Picasso et ses amis. Elle partage un moment la vie du peintre italien Ubaldo Oppi puis celle du comédien, Roger Karl. Par la suite, elle vit seule, dans le dénuement. Picasso lui vient en aide à la fin des années 1950.

### Décès et postérité
Fernande Olivier meurt en 1966 à Neuilly. Son filleul et héritier, le peintre charentais Gilbert Krill, fait transférer sa dépouille au cimetière de Cognac, où a été créée, en 2011, l’association « La Belle Fernande » qui gère ses archives et ses œuvres.

## Mention littéraire
Paul Léautaud évoque Fernande Olivier dans son Journal et Gertrude Stein dans son livre Autobiographie d'Alice Toklas.
Dans son Journal littéraire du 4 juillet 1931, Paul Léautaud évoque sa rencontre avec Fernande Olivier :

« Elle m’a parlé de Picasso. Garde un excellent souvenir de lui. Est atteinte quand on dit devant elle du mal de lui, ou qu’on dit qu’il est malade. Il a été très bon pour elle, bien qu’il la trompât. Un vrai père. Même les jours qu’il n’avait pas de quoi manger, il trouvait le moyen de lui apporter une gentillesse, un flacon de parfum, par exemple, de trois francs, c’est entendu, mais enfin une gentillesse. Elle était jeune, pas d’expérience de la vie, elle a pris les choses au tragique, elle est partie, avec onze francs dans sa poche, abandonnant tout, même ce qui lui appartenait. Une folie ! Elle serait aujourd’hui Mme Picasso, riche, tranquille, la vie assurée. »

— Journal littéraire (1931), Paul Léautaud.

## Publications
- Neuf ans chez Picasso : I Picasso et ses amis ; II : La naissance du cubisme ; III : L'Atelier du boulevard de Clichy, articles parus les 15 mai, 15 juin et 15 juillet 1931 dans Le Mercure de France[15]
- Picasso et ses Amis, préface de Paul Léautaud, première édition chez Stock en 1933. Réédition augmentée présentée par Gérard Dufaud, éditions coMédiArt, 2022  (ISBN 978-2-9541295-3-2)
- Souvenirs intimes, écrits pour Picasso, édition posthume de son journal, présenté par Gilbert Krill, Éditions Calmann-Lévy, 1988

## Expositions
- Fernande Olivier et Pablo Picasso, dans l’intimité du Bateau-Lavoir, Musée de Montmartre, 14 octobre au 19 février 2023[16].